# 5705 (année hébraïque)
5705 (hébreu : ה'תש"ה , abbr. : תש"ה) est une année hébraïque qui a commencé à la veille au soir du 18 septembre 1944 et s'est finie le 7 septembre 1945. Cette année a compté 355 jours. Ce fut une année simple dans le cycle métonique, avec un seul mois de Adar. Ce fut une année de chemitta.

## Calendrier
Ce calendrier hébraïque de l'année 5705 donne les correspondances avec les dates du calendrier grégorien.
Le premier nombre dans chaque case correspond au jour du mois hébraïque. Les jours en couleurs sont des jours remarquables juifs .
| ◄◄ | 5705 | ►► |

## Événements
- Derniers jours d'Adolf Hitler
- 8 mai 1945
- Little Boy

## Naissances
- Haim Saban: producteur de programmes télévisés et compositeur de musique.
- Amram Mitzna: militaire et homme politique israélien.
- Danny Yatom: homme politique israélien, élu du Parti travailliste à la knesset.
- Daniel Cohn-Bendit: homme politique allemand.
- Yochanan Vollach: ex-footballeur israélien.
- Saharon Shelah: mathématicien israélien.

## Décès
- Haviva Reik: des 32 (ou 33) parachutistes Juifs Palestiniens que l’Agence juive et le Special Operations Executive ont envoyés de Palestine en Europe pour des missions militaires dans les pays occupés par les Allemands.
- Hannah Szenes: d'origine hongroise, l’une des 37 personnes juives vivant en Palestine, maintenant Israël, qui ont suivi l’entraînement spécial britannique pour être parachutées ou infiltrées en Europe en vue d’aider à sauver les Juifs et servir d'agents de liaison avec l'armée britannique.
- Enzo Sereni: sioniste italien, cofondateur du Kibboutz Guivat-Brener, intellectuel, avocat de la coexistence Juifs-Arabes et pendant la Seconde Guerre mondiale, un combattant de la Résistance qui fut parachuté dans l'Italie occupée par les Allemands, capturé par ceux-ci et exécuté au camp de concentration de Dachau.
- Else Lasker-Schüler: poète allemand.
- Eliyahou Golomb: des fondateurs et dirigeants des forces paramilitaires juives sionistes en Palestine mandataire.

5700 - 5701 - 5702 - 5703 - 5704 - 5705 - 5706 - 5707 - 5708 - 5709 - 5710